# Żółwin (Mazovie)
Pour les articles homonymes, voir Żółwin.
Żółwin (prononciation : [ˈʐuu̯vin]) est un village polonais de la gmina de Brwinów dans le powiat de Pruszków de la voïvodie de Mazovie dans le centre-est de la Pologne.
Il se situe à environ 5 kilomètres au sud de Brwinów (siège de la gmina), 9 kilomètres au sud-ouest de Pruszków (siège du powiat) et à 22 km au sud-ouest de Varsovie (capitale de la Pologne).
Le village compte approximativement une population de 1 325 habitants en 2012.

## Histoire
De 1975 à 1998, le village appartenait administrativement à la voïvodie de Varsovie.